# Saint-Amand-Magnazeix
Saint-Amand-Magnazeix (tiếng Occitan: Sent Amand Manhasés) là một xã của tỉnh Haute-Vienne, thuộc vùng Nouvelle-Aquitaine, miền trung nước Pháp.